# Idris Bell
Harold Idris Bell (Epworth, 2 ottobre 1879 – Aberystwyth, 22 gennaio 1967) è stato un egittologo britannico.
Docente di papirologia all'università di Oxford dal 1935 al 1950, pubblicò il Catalogo dei papiri greci al British Museum.